# Дупейрон, Элисабет
Элисабет Дупейрон (исп. Elizabeth Dupeyron; 14 января 1951, Теапа, Табаско, Мексика) — мексиканская актриса, дебютировавшая в детском возрасте.

## Биография
Родилась 14 января 1951 года в Теапе (по некоторым другим данным в Мехико). В мексиканском кинематографе дебютировала в 1958 году и с тех пор снялась в 49 ролях в кино и телесериалах.

### Личная жизнь
Элисабет вышла замуж за актёра Умберто Дупейрона и взяла его фамилию. Актриса долгое время не могла забеременеть и в один прекрасный момент это произошло и в 1991 году на свет появилась Наташа Дупейрон, которая пошла по стопам своих родителей, став актрисой, певицей и фотомоделью.

## Фильмография

### Теленовеллы
- La gata (2014) .... Carolina
- Por siempre mi amor (2013-2014) .... Lidia Oropeza de Alanis
- La que no podía amar (2011) .... Elsa Villaseñor de Galván
- Mar de amor (2009 - 2010) .... Mística
- Cuidado con el ángel (2008-2009) .... Luisa San Román de Maldonado
- Bajo la misma piel (2003-2004) .... Ángela Quintero
- ¡Vivan los niños! (2002-2003) .... Fabiola
- Alma rebelde (1999) .... Pamela
- Gotita de amor (1998) .... Florencia
- В плену страсти (1996) .... Socorro Carrasco
- Dos mujeres, un camino (1993-1994) .... Amalia Núñez de Toruño
- Cenizas y diamantes (1990-1991) .... Sor Fátima
- Dos vidas (1988) .... Sonia Palas
- El rincón de los prodigios (1987) .... Roxana
- Cicatrices del alma (1986) .... María José
- Esperándote (1985) .... Irene
- Te amo (1984)
- Déjame vivir (1982) .... Gilda Echarri
- Колорина (1980) .... Marcia Valdés
- Rosalía (1978-1979)
- Acompáñame (1978) .... Rita
- Yo no pedí vivir (1977-1978) .... Irene
- Мир игрушки (1974) .... Silvia (1974-1977)
- ¿Quién? (1973)
- El carruaje (1972) .... Manuela Juárez
- Tres vidas distintas (1968)
- María Isabel (1966)
- Alma de mi alma (1965)
- Mujercitas (1962)

### Многосезонные ситкомы
- Женщина, случаи из реальной жизни (1985-2007; снялась в двух сезонах в 2002 году)
- Роза Гваделупе (Capitulo: Amor, Como Un Sueño) (2008-н. в.; снялась в 2014 году) .... Doña Catalina de Monasterio
- Как говорится (2011-н. в.) .... Rosario

### Художественные фильмы
- Amor letra por letra (2008) .... Carmelita
- Inventando un crimen (1992)
- Muerte del federal de caminos (1987)
- Tierra sangrienta (1979)
- Erótica (1979)
- El federal de caminos (1975)
- De sangre chicana (1974)
- Pat Garrett y Billy the Kid (1973)
- The Bridge in the Jungle (1971) .... Joaquina
- La maestra inolvidable (1969) .... Golondrina (adolescente)
- Дикая банда (1969) .... Rocío
- Operación carambola (1968)
- Hasta el viento tiene miedo (1968) .... Josefina
- Los adolescentes (1968)
- The Bandits (1967)
- El rata (1966)
- Torero por un día (1963) .... Lolita
- María Pistolas (1963)
- Tesoro de mentiras (1963) .... Martita González
- El terrible gigante de las nieves (1963) .... Lita Méndez
- La edad de la inocencia (1962) .... Niña
- Locura de terror (1961)
- Macario (1960) .... Hija de Macario
- Yo pecador (1959)
- Nacida para amar (1959)
- Gutierritos (1959)
- El jinete solitario (1958)